# 操山
操山（みさおやま）は岡山県岡山市中区にある低山。標高は169mである。
なお「そうざん」と訓じた場合、操山西北一帯の地名を指す。
かつては、三棹山や三櫂山とも表記されていた。

## 概要
岡山市街地の東部にある低山で、後楽園の借景となっている。操山の169mを最高地点に東に向かって円山（138m）、笠井山（134m）が連なる。
操山は古来、瓶井山（みかいやま）と呼ばれていた。江戸時代になり三櫂山もしくは三棹山と呼ばれるようになった。のち、操山と表記されるようになった。古代祭祀が行われた場所であり、山上には磐座があり、古墳が多数点在し操山古墳群を形成している。
山麓には曹源寺、仏心寺、岡山県護国神社、少林寺、安住院、恩徳寺などの神社仏閣が点在する。また、丘陵上には吉備津岡辛木神社、円山不動明王、三勲神社跡、明禅寺城跡など神社・遺跡がある。
江戸時代には岡山藩の藩有林となっていた。明治以後は国有林となり現在に至っている。
丘陵には遊歩道が整備され、操山公園となっている。

## 操山公園里山センター
平成11年（1999年）に建造された里山を学ぶ施設である。操山に関する情報・書物・展示物などを備えており、ふれあいスペース・会議室・多目的ホールが設けられている。
また、周囲には、ふれあい広場、炭焼小屋、農園、果樹園が設置されている。
自然観察会、自然・歴史講座などのイベントも開催される。

## 三勲神社跡地
三勲神社（さんくんじんじゃ）は、操山の西に延びる稜線の端にあった神社である。明治8年（1875年）、国の施策のもと地元有志の手により、岡山市街が眺望出来る場所に創建された。祭神は和気清麻呂、楠木正行、児島高徳の三勲。旧社格は県社。有志による創建であったため氏子が存在しなかった。このため太平洋戦争後、近代社格制度の廃止により神社の運営が不可能となり、昭和22年（1947年）玉井宮東照宮の境内に遷座した。

## ギャラリー

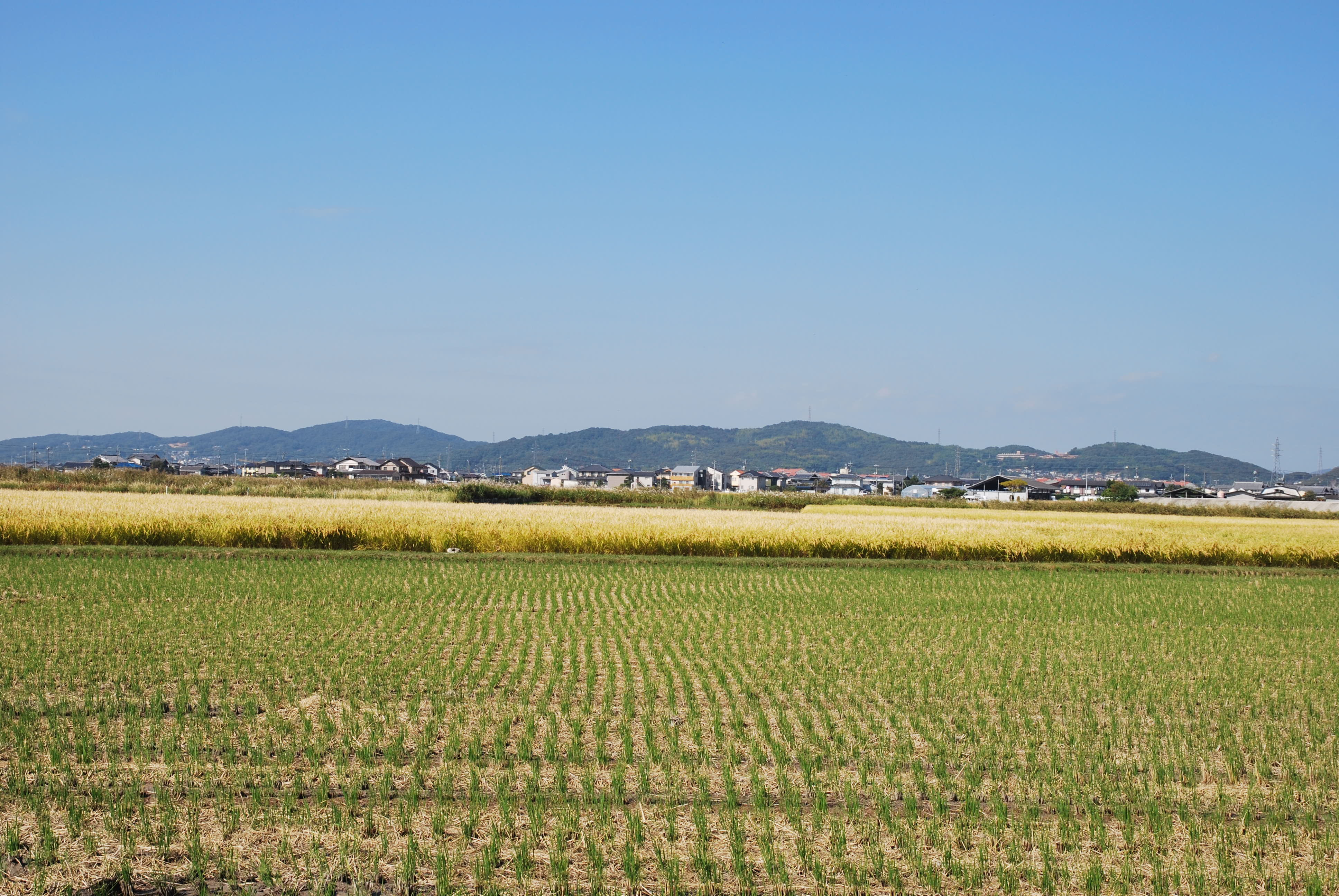
操山丘陵全景
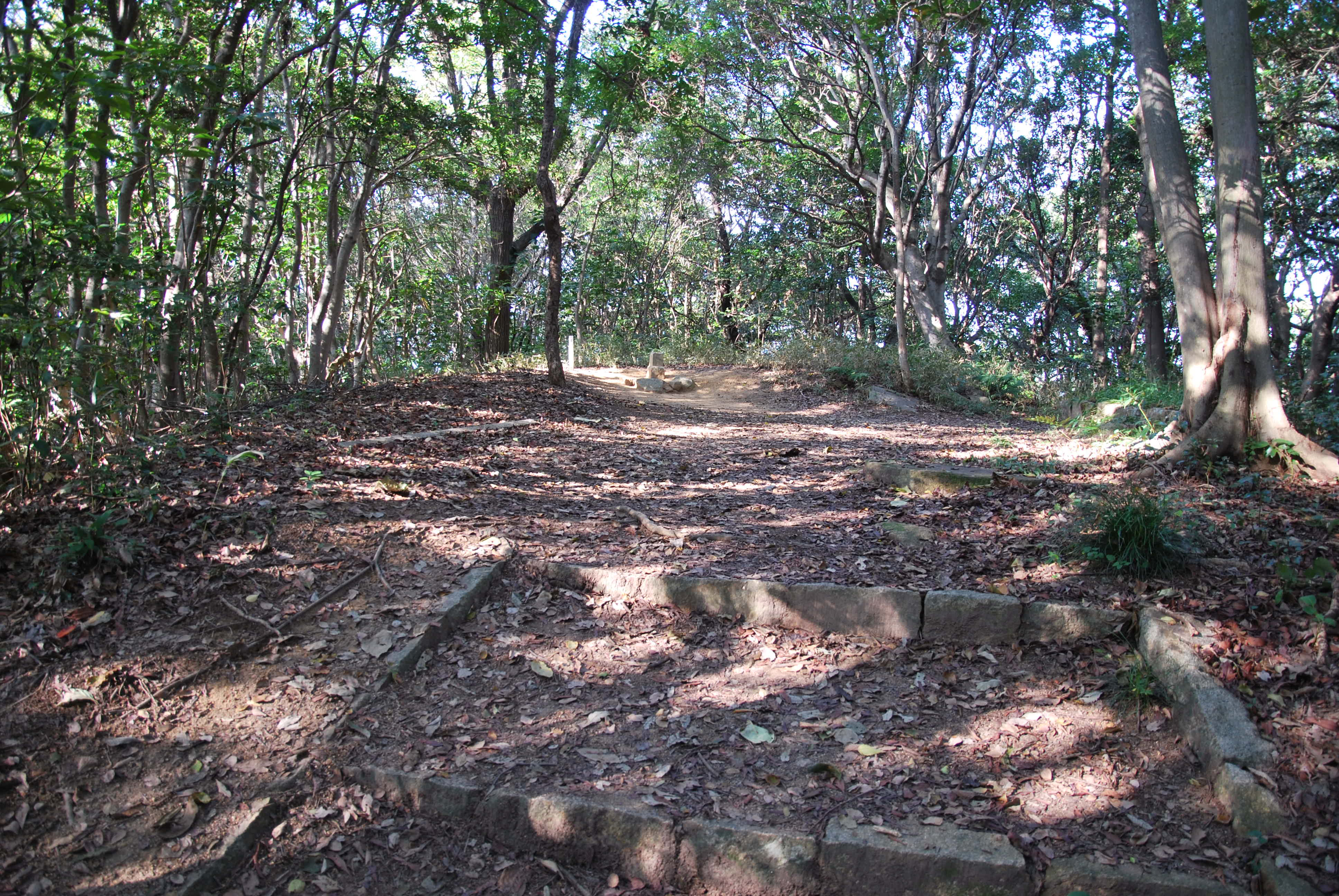
操山山頂
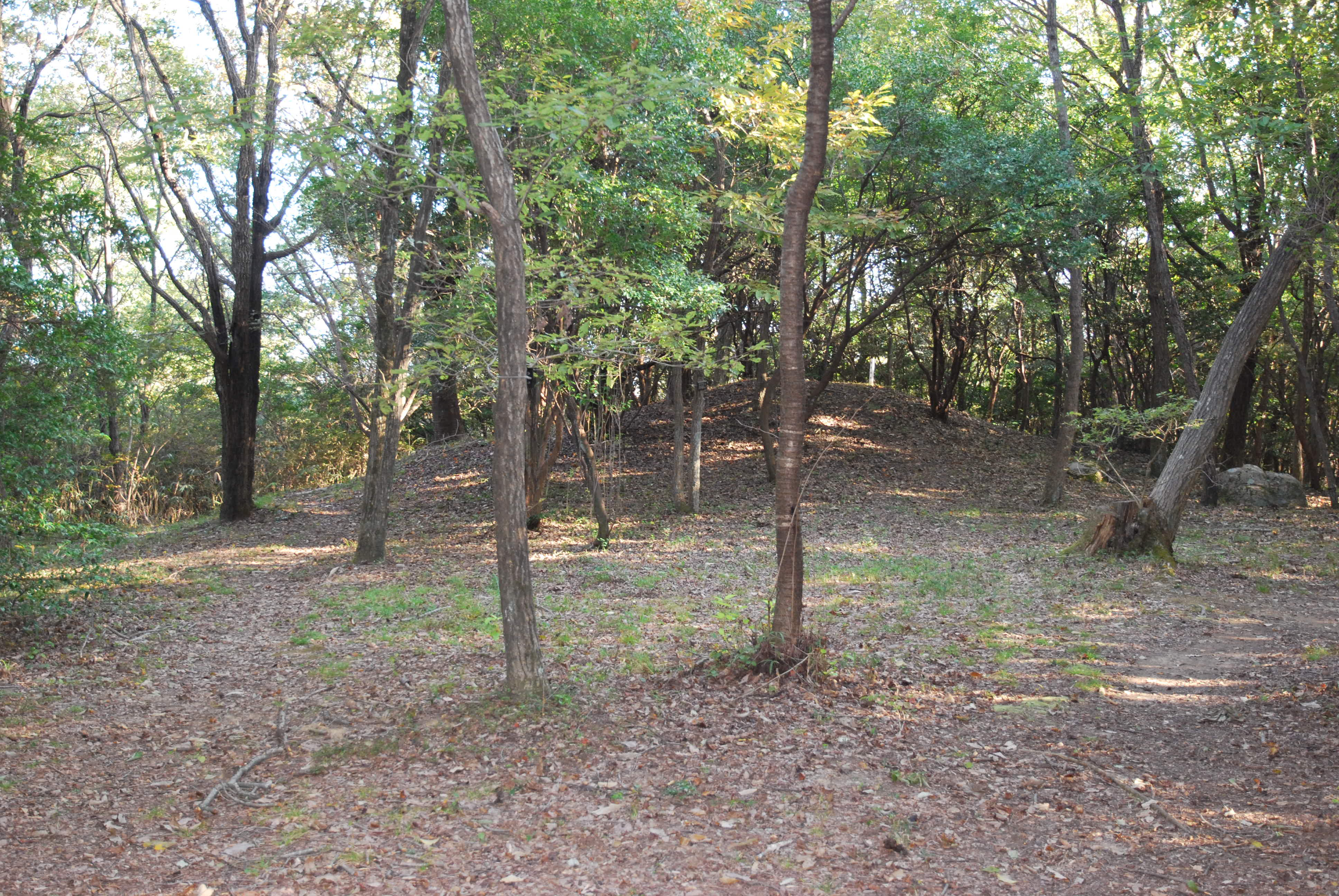
円山山頂
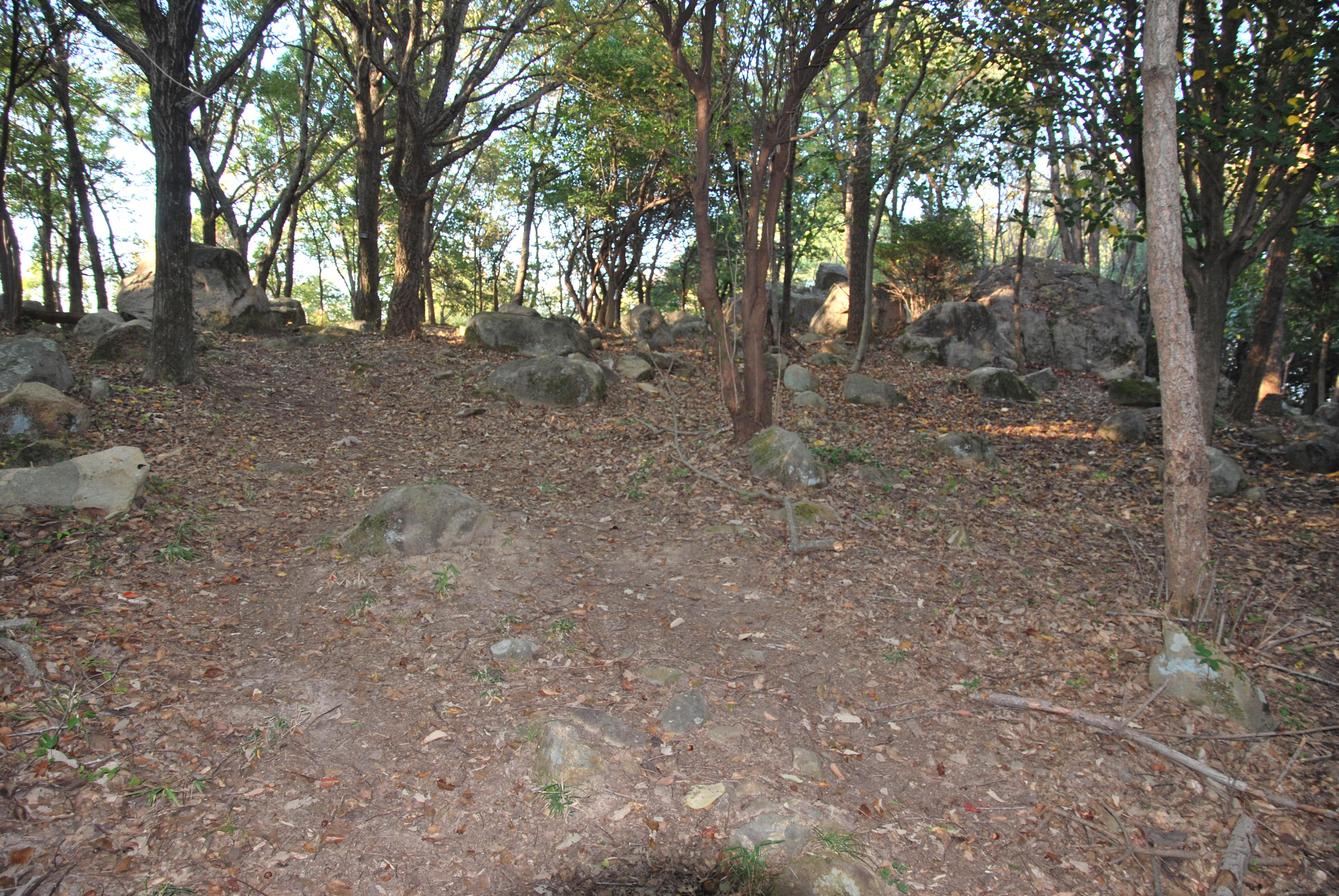
笠井山山頂
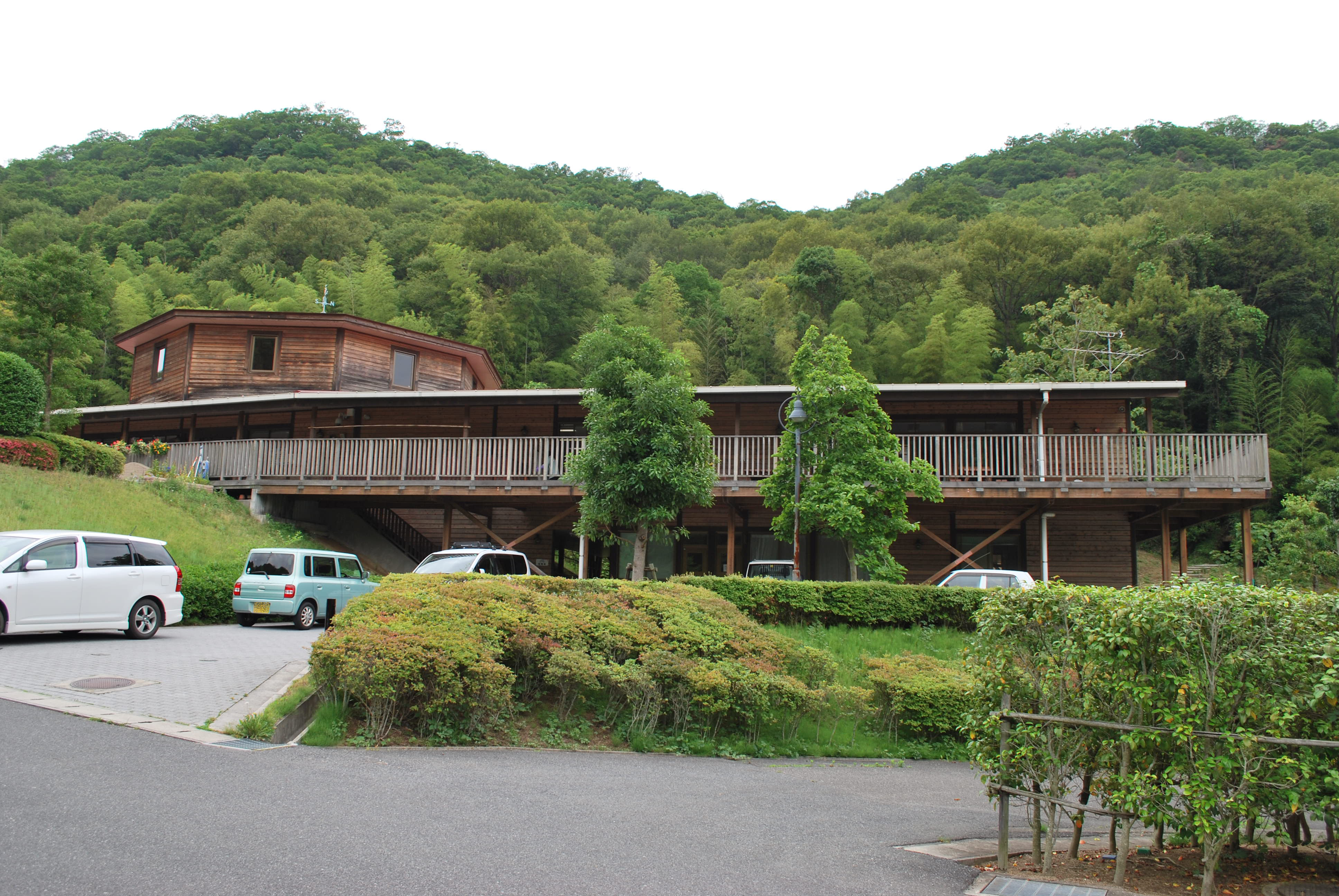
操山公園里山センター
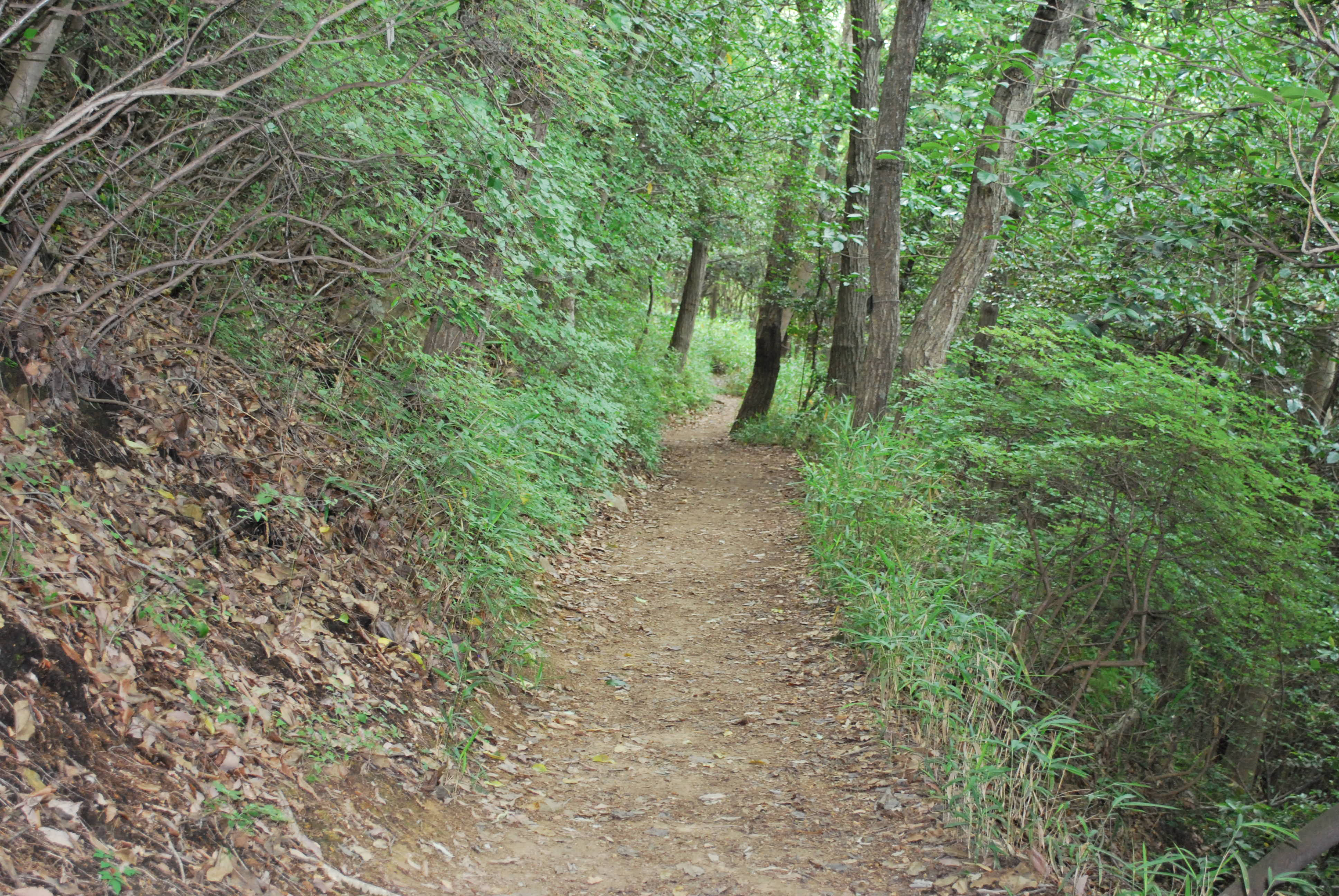
遊歩道
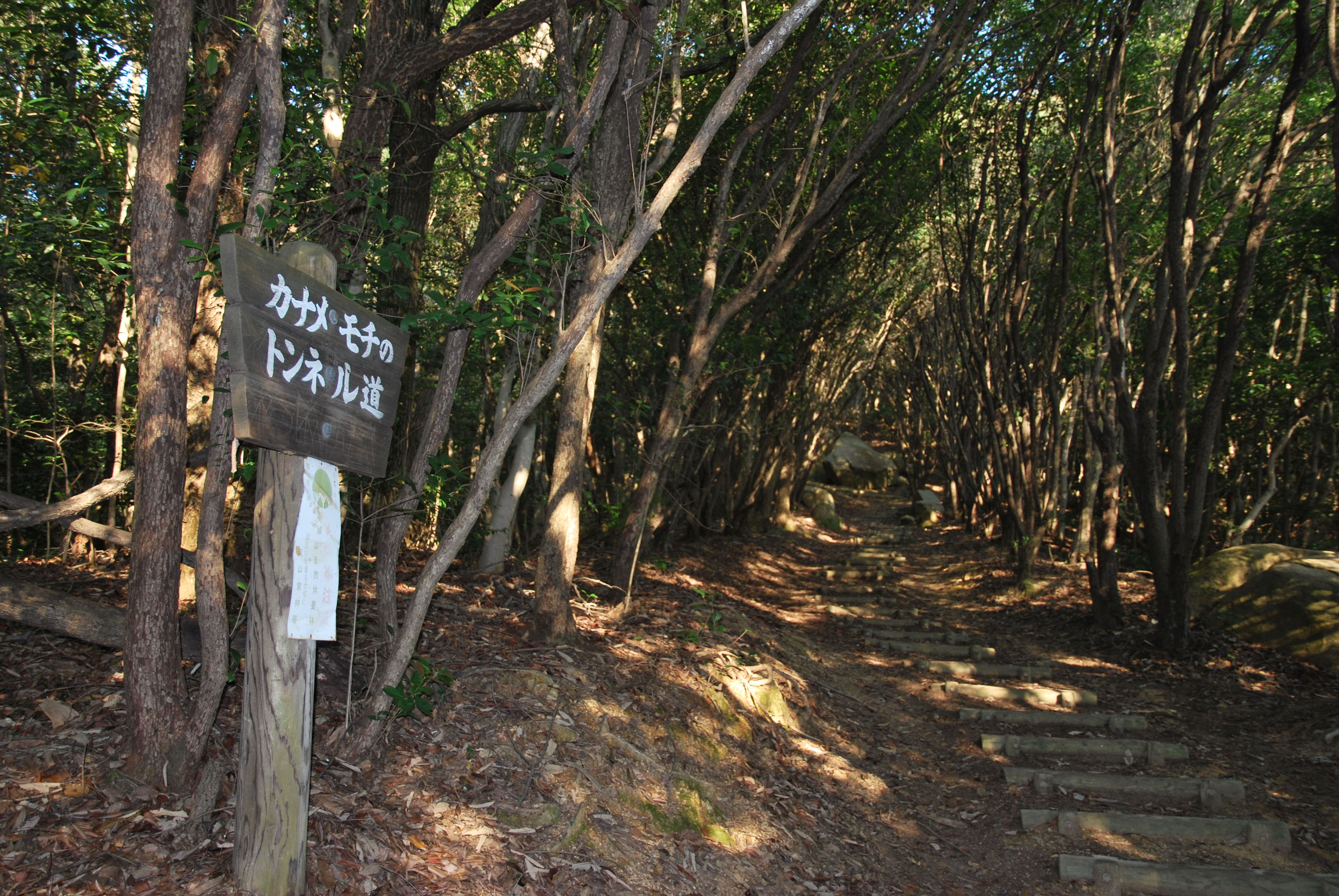
カナメモチのトンネル道
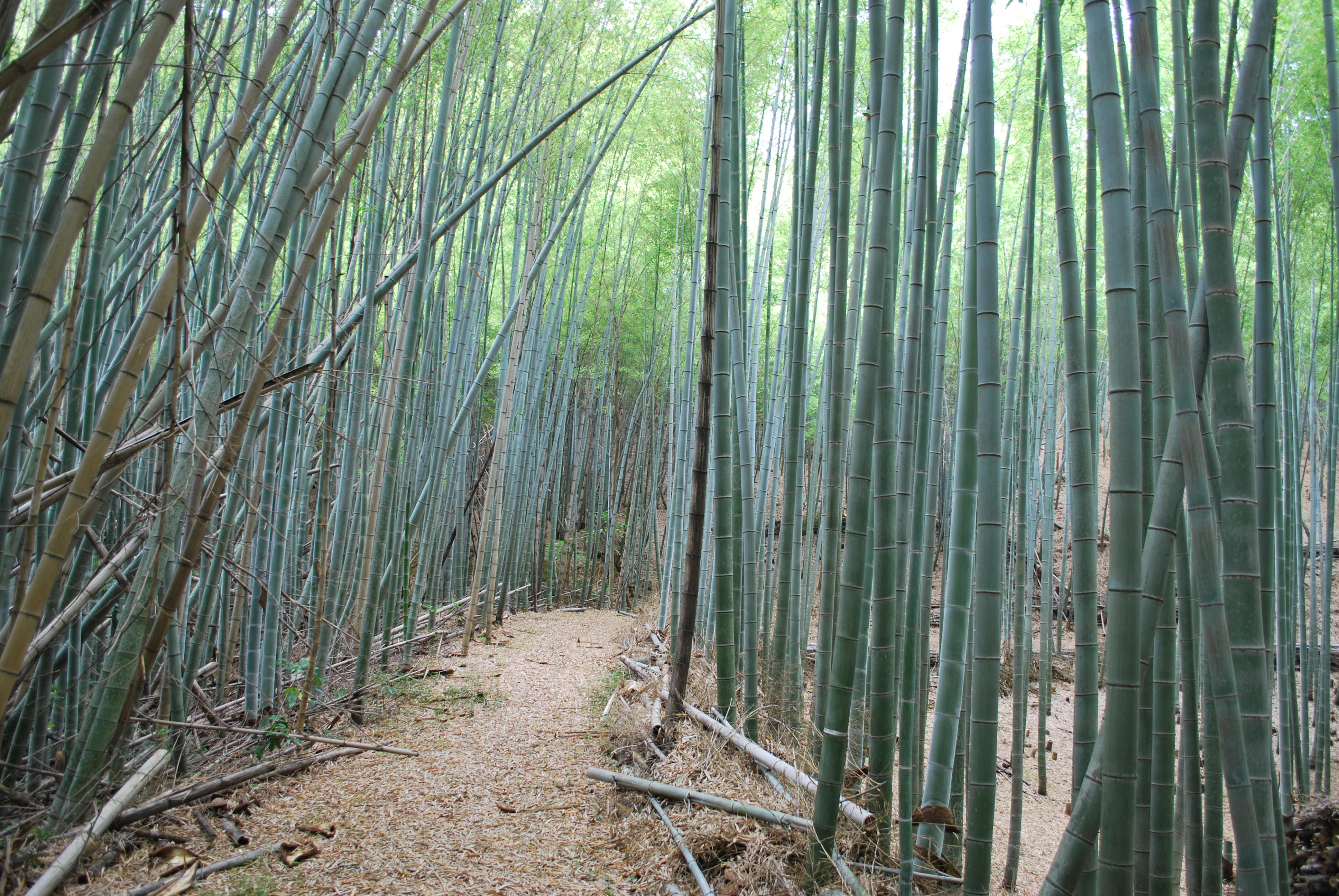
竹林の遊歩道
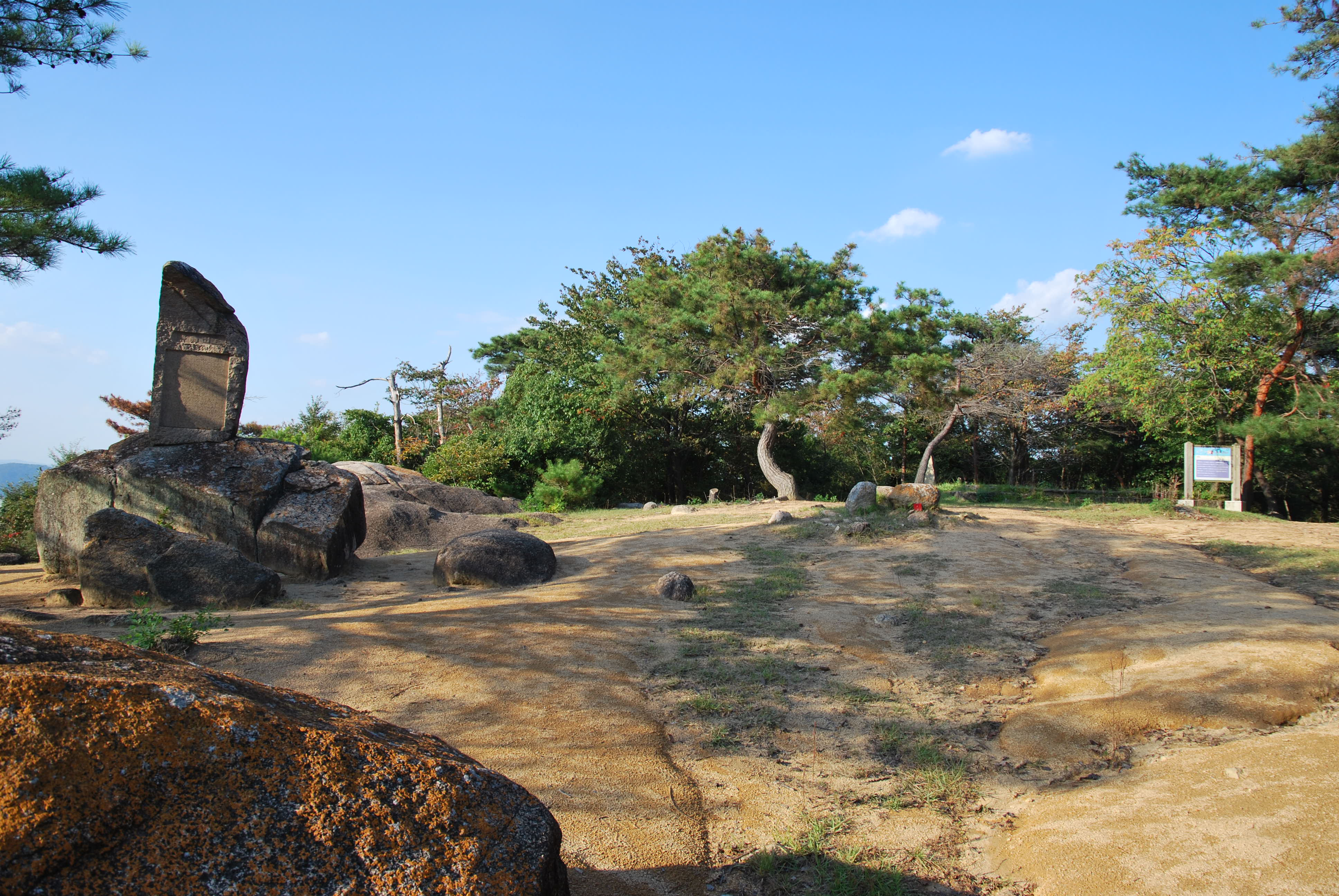
三勲神社跡地
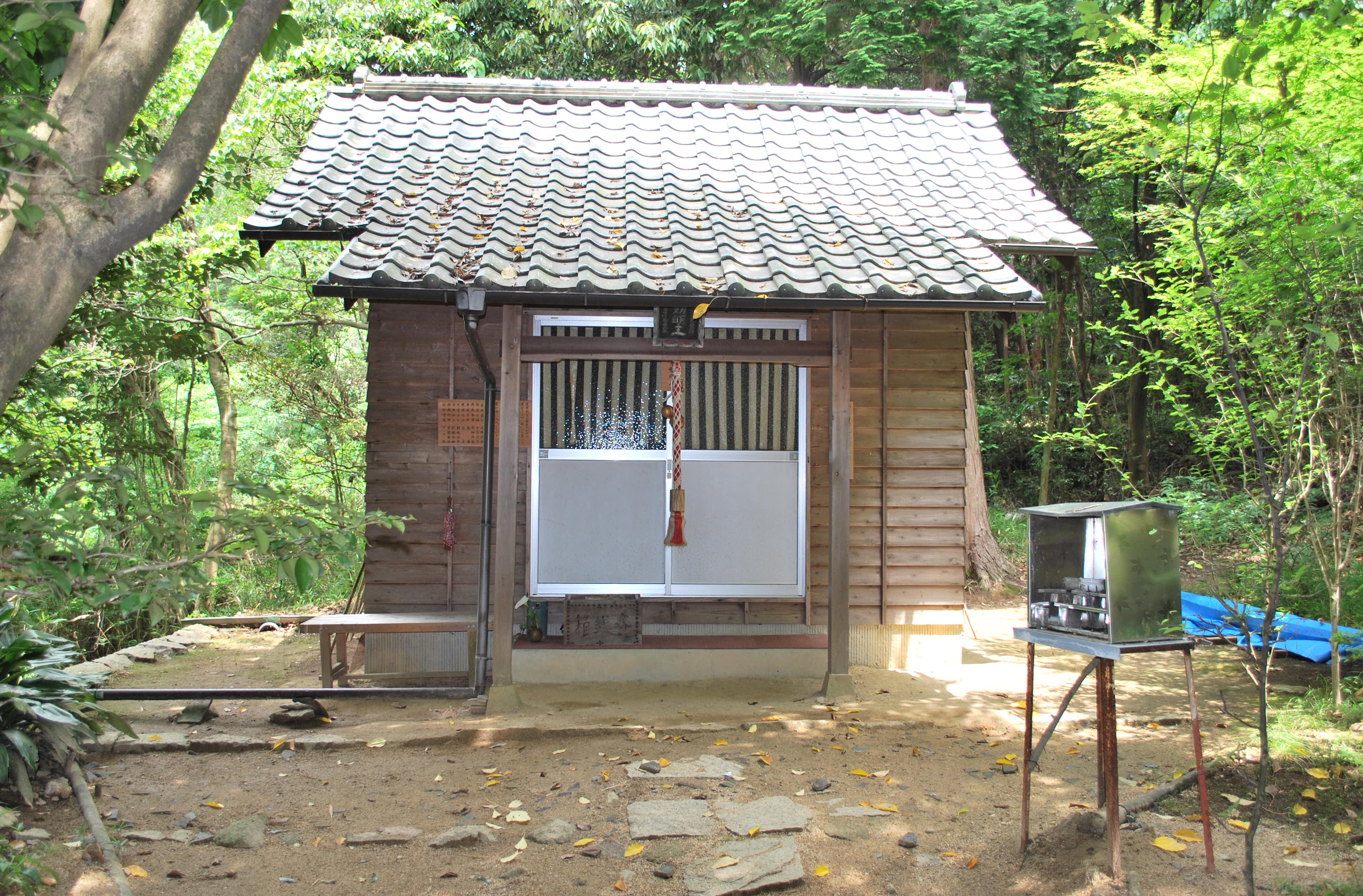
円山不動明王
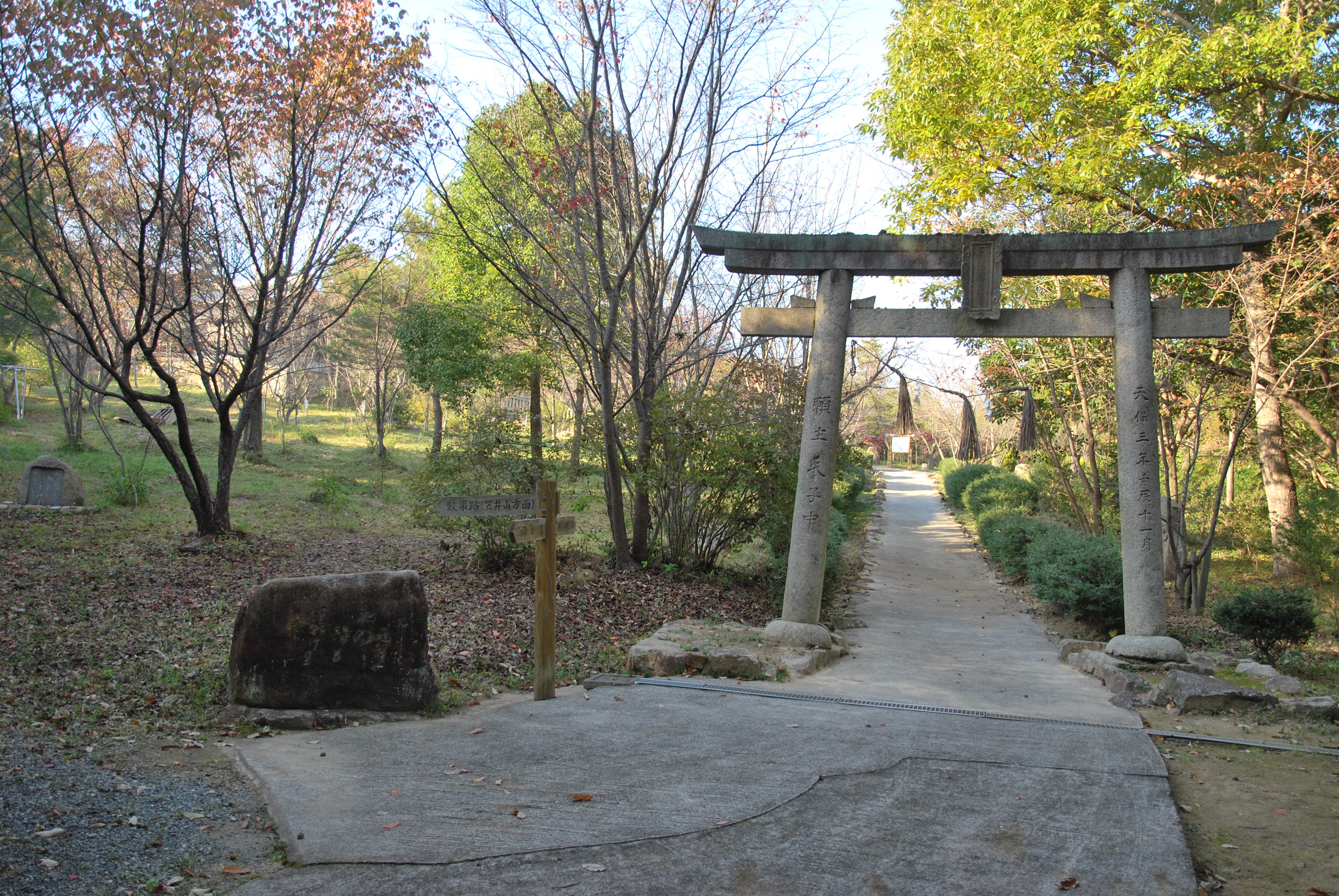
吉備津岡辛木神社
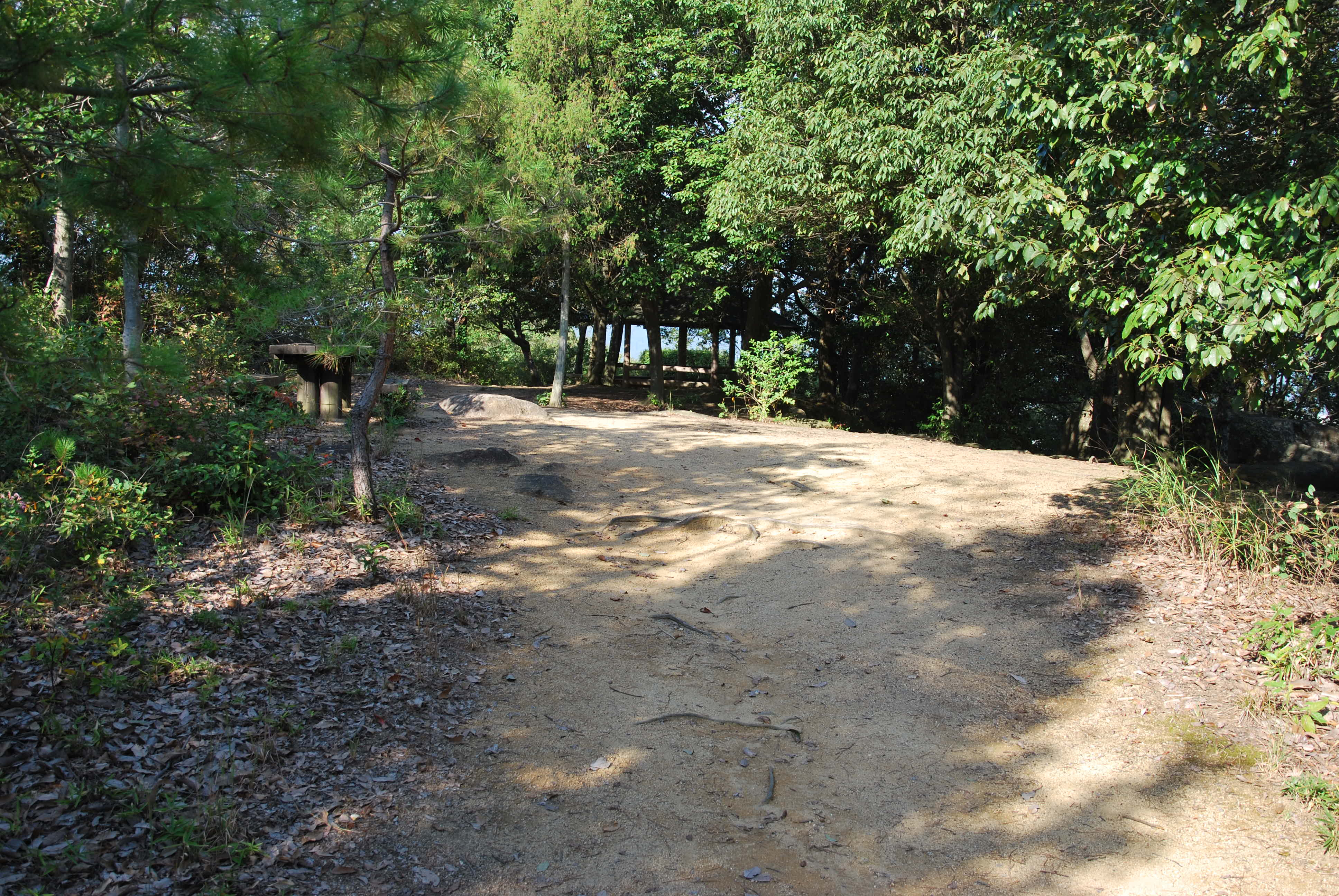
明禅寺城址
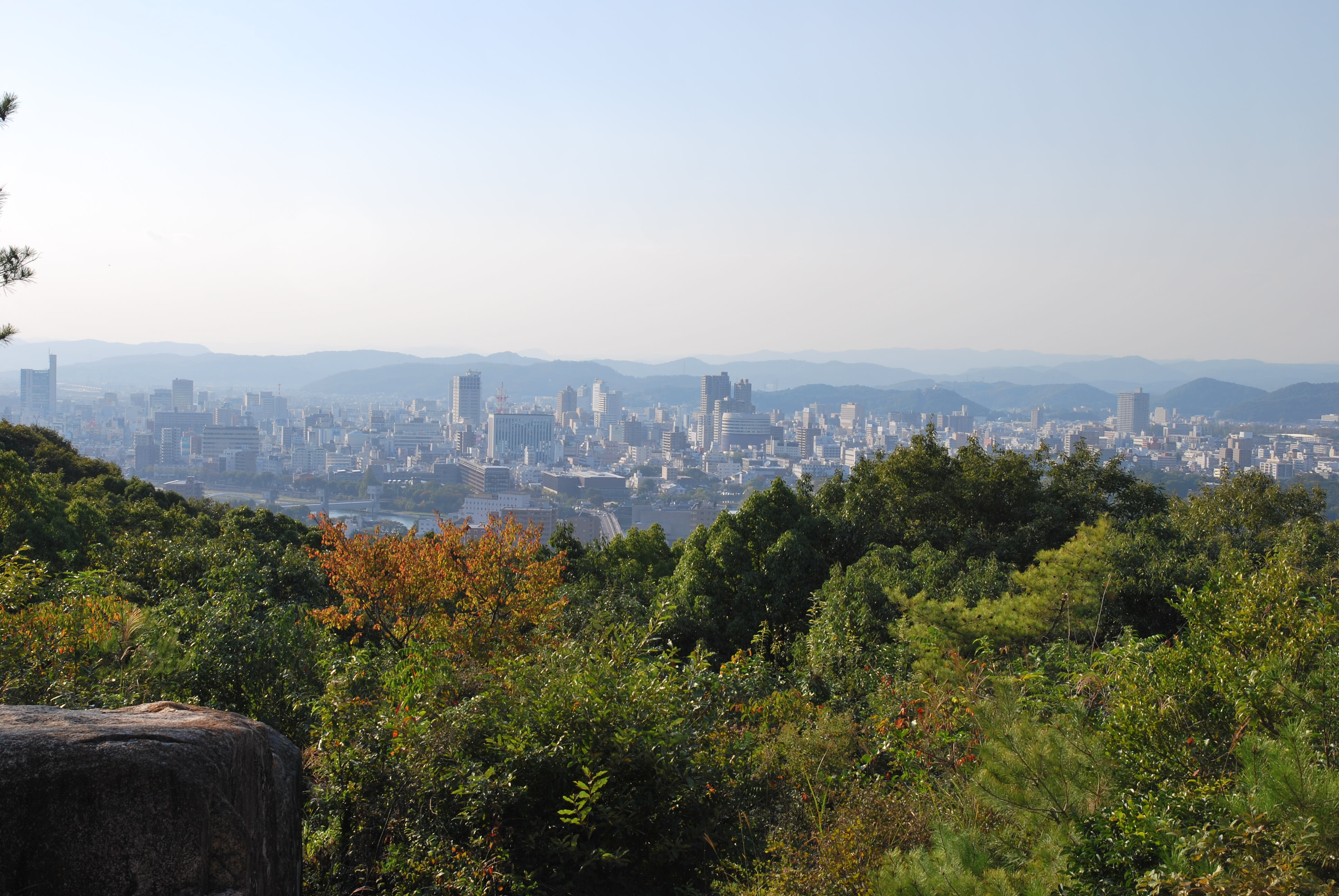
三勲神社跡地から望む岡山市街
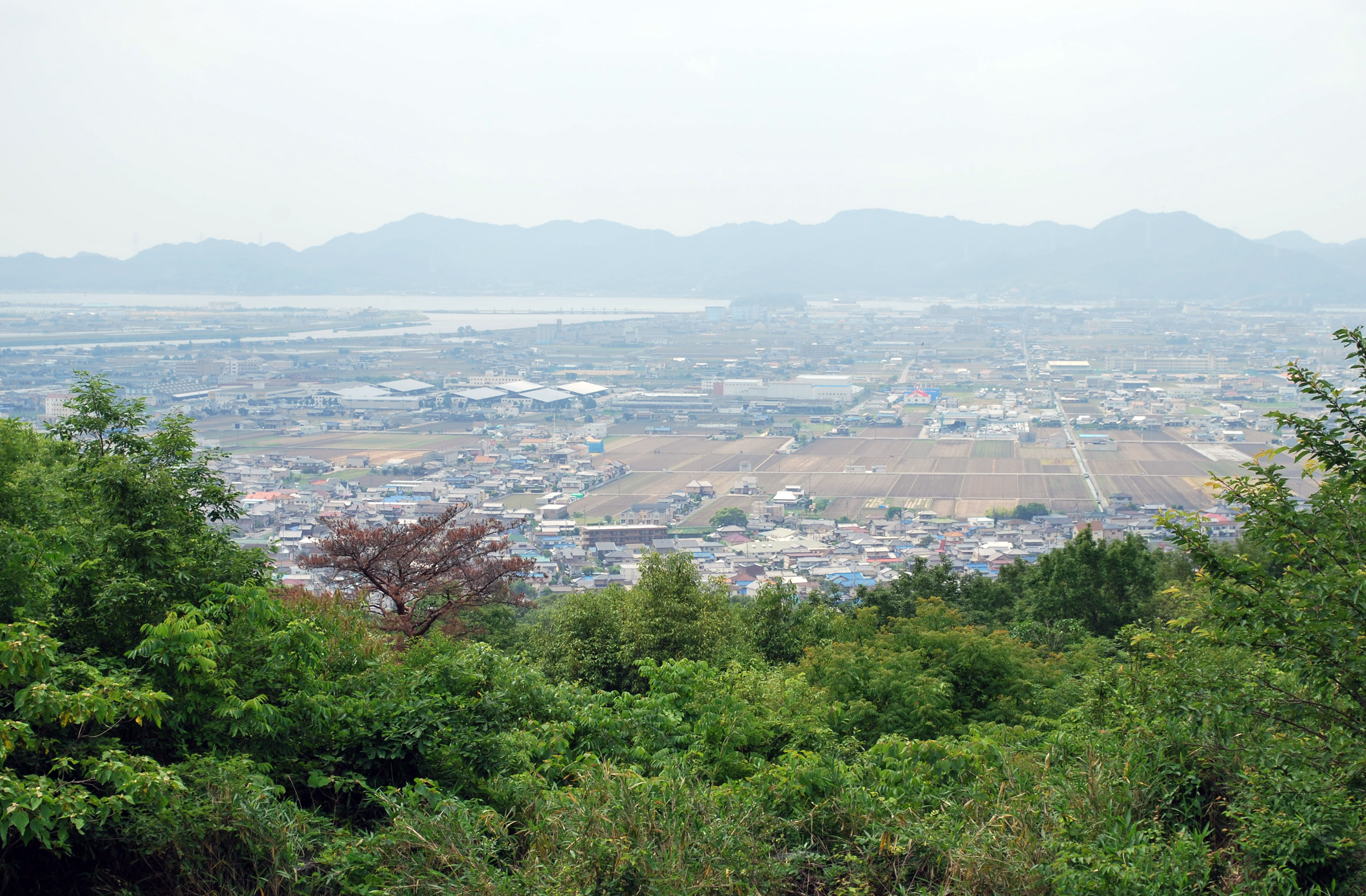
旗振台展望所から望む岡山平野